# Konfrontacja Sztuk Walki

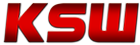
Logo KSW

Konfrontacja Sztuk Walki, KSW – polska organizacja promująca walki MMA (Mixed Martial Arts) założona w Warszawie przez Martina Lewandowskiego i Macieja Kawulskiego. Gale KSW odbywają się w Polsce i za granicą. Gala „KSW 39. Colosseum” zgromadziła w maju 2017 na PGE Narodowym niemal 58 tys. widzów, plasując się na drugim miejscu wśród największych pod względem liczebności publiczności wydarzeń sportowych w Polsce. Była to także druga na świecie impreza MMA pod względem liczebności publiczności.

## Historia

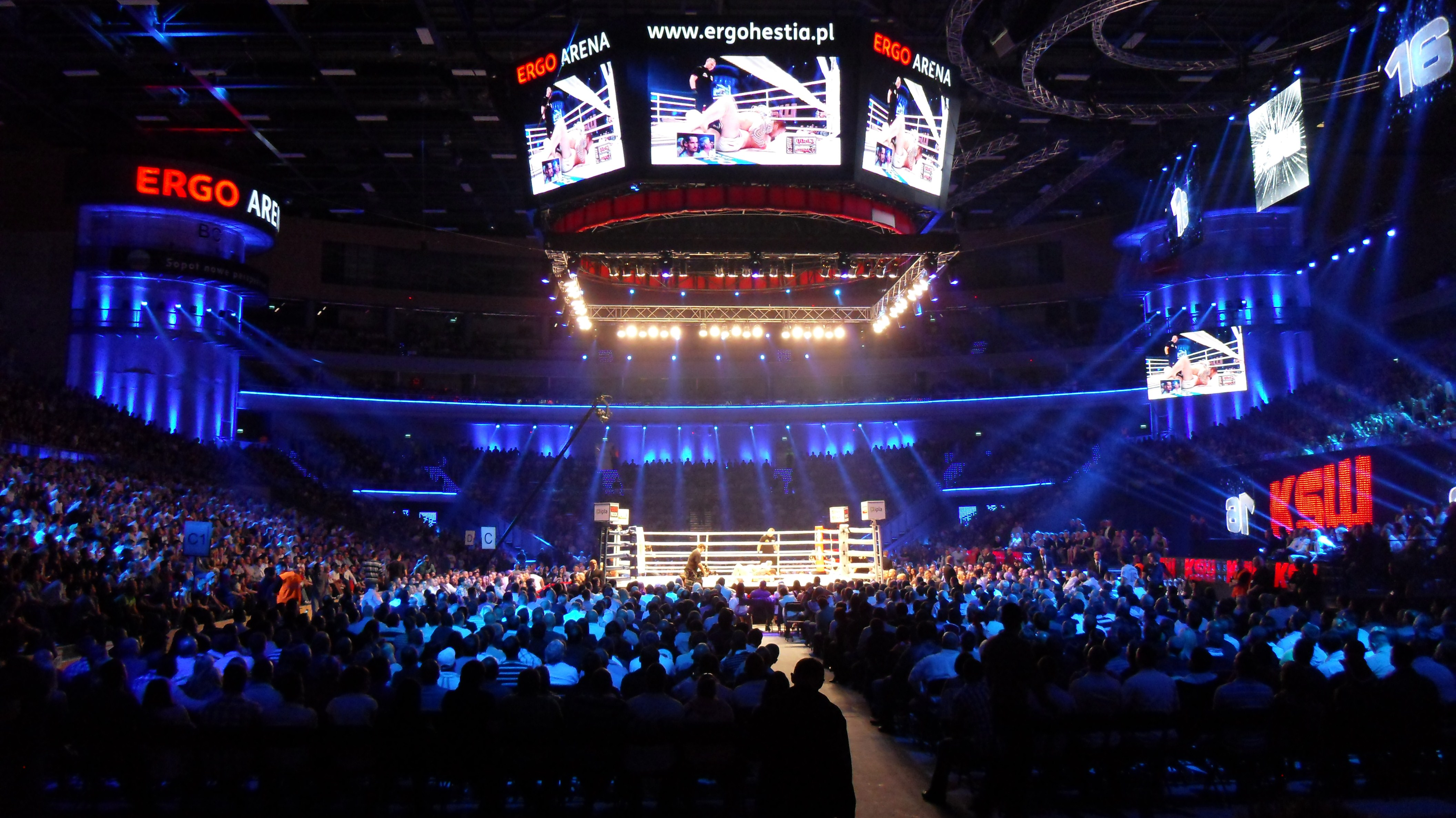
Gala KSW 16

### Początki w Champions
Pierwsza gala KSW odbyła się 27 lutego 2004 w restauracji Champions mieszczącej się w warszawskim hotelu Marriott. Miejsce to nie było przypadkowe – współzałożyciel KSW, Martin Lewandowski pracował na stanowisku managera ds. promocji w Marriott. W tej lokalizacji zorganizowanych zostało w sumie 4 gale. KSW 5 odbyła się w patio warszawskiej restauracji Wook i zgromadziła około tysiąca kibiców. Następnie, ze względu na rosnącą popularność wydarzeń, KSW przeniesiono na Torwar. KSW 7 było pierwszą galą zorganizowaną poza Warszawą – we Wrocławiu.
Od 1 grudnia 2011 (KSW 17) przyznawane są bonusy finansowe w kategoriach – nokaut, poddanie i walka wieczoru. Od 3 grudnia 2017 (KSW 37) także w kategorii występ wieczoru.
Rywalizacja odbywała się w formacie 4 lub 8-osobowych turniejów (do 2011 roku) oraz pojedynczych walk. Pojedynki na galach KSW, od początku istnienia organizacji w 2004, prowadzono w ringu bokserskim. Od gali numer 27. w maju 2014 walki odbywają się w okrągłej klatce. Podczas gali KSW 19 po raz pierwszy w historii tej organizacji odbyła się walka kobiet. W latach 2008–2010 federacja nawiązała współpracę ze słoweńską organizacją World Freefight Challenge (WFC) związaną z wymianą zawodników.
8 października federacja KSW nawiązała współpracę z federacją założoną przez Nobuyukiego Sakakibarę Rizin Fighting Federation. W ramach tej współpracy KSW dotychczas udostępniło federacji Rizin dwóch zawodników – Gorana Reljicia (na World Grand Prix 2015) oraz Szymona Bajora (na World Grand Prix 2016).
28 czerwca 2016 właściciele federacji Martin Lewandowski i Maciej Kawulski poinformowali o nawiązaniu współpracy z brazylijską organizacją Aspera FC. Zapowiedziano, że zwycięzca turnieju wagi lekkiej, który odbył się 9 lipca zostanie zawodnikiem KSW.
Turniej wygrał Renato ‘Pezinho’ Gomes Gabriel, pokonując Fernando Aparecido oraz Thiago Natę podczas gali Aspera FC 41: Road to KSW. W nagrodę za ten wyczyn KSW zaoferowało mu kontrakt i starcie o mistrzowski pas w kategorii lekkiej (do 70 kg) z Mateuszem Gamrotem na gali KSW 36 w Zielonej Górze.

### Współpraca z Polsatem
Począwszy od drugiej edycji, gale KSW transmitowane były przez telewizję kodowaną Polsat Sport, a od gali KSW 11 otwarty Polsat. Założycielami i właścicielami organizacji są Maciej Kawulski i Martin Lewandowski. Dyrektorem sportowym organizacji jest natomiast Wojsław Rysiewski. Od maja 2009 roku gale KSW są także transmitowane przez internetową telewizję Ipla.tv. Pierwszą galą, która była transmitowana wyłącznie w systemie pay-per-view była gala KSW 20: Symfonia walki.

### Współpraca z Viaplay
W listopadzie 2021 poinformowano, że organizacja zakończyła współpracę z Cyfrowym Polsatem. Prawa do pokazywania kolejnych gal przejęła duża skandynawska platforma streamingowa Viaplay. Dzięki temu poza Polską, transmisje z gal organizacji były dostępne jeszcze w kilkunastu innych krajach. Wszystkie zawody KSW w ramach abonamentu były dostępne bez dodatkowych opłat. 19 października 2024 odbyła się ostatnia gala KSW 99, która była transmitowana przez Viaplay.

### Współpraca z Canal+
Od 16 listopada 2024, czyli od jubileuszowej gali KSW 100, zawody federacji są transmitowane przez Canal+ w pakiecie Canal+ Super Sport, dostępnym dla abonentów telewizyjnych, jak i osób korzystających z serwisu internetowego Canal+ online.  W taki sposób będzie nadawanych 10 z 12 gal rocznie. Pozostałe dwie, Canal+ udostępnia za dodatkową opłatą w systemie pay-per-view (są  one również udostępniane na platformie kswtv.com). Natomiast poza granicami Polski na kswtv.com będą dostępne wszystkie gale organizacji. Umowa między Canal+ i federacją KSW została zawarta na okres trzech lat, do końca roku 2027. W styczniu 2025, w serwisie Canal+ online umieszczono dodatkowo gale federacji od 91 do 99 (nadawane premierowo przez Viaplay), które można oglądać w pakiecie Super Sport. W ramach promocji KSW, Canal+ Sport 5, raz w miesiącu od stycznia 2025 emituje jedną z gal federacji od KSW 91 do KSW 99 (nadawane na żywo przez Viaplay).

### Rekordowa Gala KSW na Stadionie Narodowym
Rekordowa Gala KSW 39: Colosseum zgromadziła 27 maja 2017 roku na PGE Narodowym niemal 58 tys. widzów, plasując się w trójce największych pod kątem publiczności sportowych imprez, jakie miały miejsce w Polsce. Dodatkowe miliony obejrzały widowisko przed ekranami – walki transmitowały telewizje w 36 krajach, a transmisja online dostępna była na 4 kontynentach. Wydarzenie to było drugą pod względem liczebności publiczności MMA w światowej historii tego sportu. Pierwsze miejsce nadal należy do japońskiego „Pride Shockwave” w Tokio w 2002 r., na którym pojawiło się aż 71 tys. widzów.

### Ekspansja zagraniczna
- 31 października 2015 odbyła się gala KSW 32: Road to Wembley, która była pierwszą galą zorganizowaną poza granicami Polski (Wielka Brytania, Wembley Arena)[23].
- 22 października 2017 KSW zawitało po raz pierwszy do Dublina, gdzie w amfiteatralnej hali 3Arena odbyła się gala. Od gali KSW 40: Dublin wszystkie pojedynki o pasy organizacji będą odbywały się na dłuższym dystansie: 5 razy 5 minut[24].
- 6 października 2018 KSW 45: The Return to Wembley – druga gala w Anglii, powrót na Wembley Arena[25].
- 14 września 2019 KSW 50: London – trzecia gala w Anglii, Jubileuszowa gala polskiej organizacji[26].
- 9 listopada 2019 KSW 51: Croatia – pierwsza gala polskiej organizacji w Chorwacji[27].
- 25 lutego 2023 KSW 79: De Fries vs. Duffee – pierwsza gala w Czechach[28].
- 14 października 2023 KSW 87: Stošić vs. Martínek – druga gala w Czechach[29].
- 17 lutego 2024 KSW 91: Mircea vs. Brichta – trzecia gala w Czechach[30].
- 6 kwietnia 2024 XTB KSW 93: Parnasse vs. Mircea – pierwsza gala we Francji[31].
- 20 grudnia 2024: XTB KSW 101: Le Classique – gala na 40 tysięcznym stadionie Paris La Défense Arena[32]

### Nagrody
- Nominacja KSW do nagrody World MMA Awards 2018 w kategorii Organizacja Roku[33]
- Nominacja Martina Lewandowskiego do nagrody World MMA Awards 2018 w kategorii Szef Roku[33]
- Nominacja KSW do nagrody World MMA Awards 2017 w kategorii Organizacja Roku[34].

### Rankingi
- Maciej Kawulski i Martin Lewandowski zajęli 28. miejsce na liście „Najbardziej Wpływowych Ludzi Sportu 2018” (Forbes/Pentagon Research)[35]
- Maciej Kawulski i Martin Lewandowski zajęli 42. miejsce na liście „Najbardziej Wpływowych Ludzi Sportu 2017” (Forbes/Pentagon Research)[35]

### Walka w K-1
18 czerwca 2022 po raz pierwszy w historii KSW doszło do walki kick-bokserskiej na zasadach formuły K-1 w małych rękawicach, w której zmierzyli się Marcin Różalski oraz Errol Zimmerman.

### Współpraca z XTB
W październiku 2022 roku ogłoszono, że w ramach przedłużenia współpracy z XTB – jednym z największych polskich fintechów oferującym własną platformę inwestycyjną nawiązano nową umowę, w której to XTB zostanie sponsorem tytularnym gal KSW w 2023 roku. Umowa zawarta jest na cały 2023 rok i będzie obowiązywać na dziesięciu z dwunastu zaplanowanych gal, z czego sześć z tych wydarzeń będzie się nosiło nazwę XTB KSW. W pozostałych przypadkach XTB będzie sponsorem strategicznym, podobnie jak w 2022 roku – na galach w Łodzi, Toruniu, Radomiu i Warszawie.

### Hall of Fame
10 maja 2023 roku federacja KSW poinformowała o wprowadzeniu Hall of Fame, czyli własnej Galerii Sław, mającej na celu w każdym roku wyróżniania zawodników, a także innych osób, które w wyjątkowy sposób wpisały się w historię organizacji. Pierwszym uhonorowanym zawodnikiem wprowadzonym do Galerii Sław został były komentator KSW oraz pierwszy turniejowy mistrz KSW, Łukasz „Juras” Jurkowski. Oficjalna ceremonia wprowadzenia Jurkowskiego do Hall of Fame odbyła się podczas gali XTB KSW 83: Colosseum 2. Drugimi członkami Hall of Fame zostali m.in. medalista olimpijski w judo, Paweł „Nastek” Nastula oraz wieloletni komentator gal KSW, Andrzej Janisz. Obaj zostali uhonorowani podczas gali XTB KSW 100.

### Specjalna gala XTB KSW Epic
24 lutego 2024 roku odbyła się specjalna gala XTB KSW Epic, skupiająca się na organizacji walk w innych formułach niż tylko w MMA. Podczas walki wieczoru tego wydarzenia rękawice w formule bokserskiej skrzyżowali Mamed Chalidow i Tomasz Adamek.

### Jubileuszowa gala XTB KSW 100
16 listopada 2024 roku w Gliwicach odbyła się jubileuszowa 100. gala KSW. Na karcie walk KSW 100 znalazło się dziesięć pojedynków, w tym trzy walki o pas. Phil de Fries obronił po raz 11 pas kategorii ciężkiej pokonując w pierwszej rundzie przez TKO Darko Stosica. Pas w kategorii do 93 kg zdobył Rafał Haratyk, który pokonał Marcina Wójcika przez nokaut w drugiej rundzie. Tymczasowy pas w kategorii do 65,8 kg zdobył Robert Ruchała, pokonując  w trzeciej rundzie przez TKO Kacpra Formelę. Galę zwieńczyła walka wieczoru Mamed Chalidow vs. Adrian Bartosiński.

## Zasady i reguły walki[51]

### Zasady i reguły walki
Każda walka MMA rozgrywana nie o tytuł trwa 3 rundy, z których każda nie może być krótsza niż 5 minut. Przerwa między rundami trwa 1 minutę. Każda walka MMA rozgrywana o tytuł odbywa się na dystansie 5 rund.
Sędziowanie punktowe:
- Wszystkie pojedynki są oceniane i punktowane przez trzech sędziów, z których każdy ocenia pojedynek z innego miejsca wokół ringu/obszaru walki. Sędzia ringowy nie może być jednocześnie sędzią punktowym.
- System 10-punktowy jest standardowym narzędziem punktowania pojedynków. Według tego systemu przyznaje się 10 punktów zwycięzcy rundy oraz 9 punktów lub mniej przegranemu, z wyjątkiem rzadkiego przypadku rundy remisowej, która punktowana jest 10-10.
- Walki punktowane są według najnowszych kryteriów sędziowania stowarzyszenia komisji stanowych w USA (ABC).

### Sposoby wyłonienia zwycięzcy[51]

#### Poddanie (odklepanie lub werbalne)
Występuje w sytuacji, w której jeden z zawodników odklepuje 2 lub więcej razy w matę, ciało przeciwnika, lub własne ciało lub też werbalnie (krzyk).

#### Nokaut
- Kiedy sędzia ringowy przerwie walkę.
- Kiedy kontuzja spowodowana dozwoloną akcją jest na tyle poważna, że pojedynek zostaje przerwany.
- Kiedy zawodnik straci przytomność po ciosie lub kopnięciu.

#### Decyzja
- Jednogłośna decyzja – wszyscy sędziowie punktowi wypunktowali walkę dla tego samego zawodnika.
- Niejednogłośna decyzja – dwóch sędziów punktowych wypunktowało walkę dla jednego zawodnika, trzeci sędzia dla drugiego zawodnika.
- Większościowa decyzja – dwóch sędziów punktowych wypunktowało walkę dla jednego zawodnika, trzeci wypunktował remis

#### Remis
- Jednogłośny remis – wszyscy sędziowie punktowi wypunktowali remis.
- Większościowy remis – dwaj sędziowie punktowi wypunktowali remis.
- Niejednogłośny remis – każdy sędzia punktowy wypunktował walkę inaczej.

### Akcje zabronione[51]
Poniższe zachowania uznaje się za faule w pojedynku MMA lub walce pokazowej i według uznania sędziego mogą się one zakończyć ukaraniem zawodnika:
- uderzanie głową
- atakowanie oczu w każdy sposób
- gryzienie
- plucie na rywala
- ciągnięcie za włosy
- wkładanie palców do ust rywala
- wszelkiego rodzaju ataki na krocze
- wkładanie palców w otwory lub rozcięcia rywala
- dźwignie na małe stawy
- ciosy w kręgosłup i tył głowy
- uderzanie czubkiem łokcia z godziny 12 na 6
- wszelkie ataki w krtań oraz łapanie za tchawicę
- drapanie, szczypanie i kręcenie skóry
- kopanie w głowę przeciwnika w pozycji parterowej
- uderzanie kolanem w głowę przeciwnika w pozycji parterowej
- deptanie rywala w pozycji parterowej
- łapanie siatki
- łapanie spodenek lub rękawic rywala
- używanie wulgarnego języka w obrębie ringu / klatki
- niesportowe zachowanie skutkujące kontuzją rywala
- atakowanie rywala w czasie przerwy między rundami
- atakowanie rywala, który znajduje się pod opieką arbitra
- atakowanie rywala po gongu
- unikanie kontaktu z rywalem, umyślne lub powtarzające się
- wypluwanie szczęki, udawanie kontuzji
- wyrzucanie rywala poza ring / obszar walki
- umyślne niestosowanie się do instrukcji sędziego ringowego
- upuszczanie rywala na jego głowę lub kark
- ingerencja narożnika w przebieg pojedynku
- wrzucenie ręcznika w trakcie pojedynku
- kierowanie palców w oczy/twarz rywala w stójce

### Wymagania medyczne dla zawodników
Zawodnik musi przejść wszystkie przed-licencyjne badania medyczne oraz testy wymagane przez Federację KSW. Badania medyczne po pojedynku:
- natychmiast po pojedynku każdy zawodnik może zostać zbadany przez przydzielonego lekarza zawodów
- każdy zawodnik, który odmówi poddania się badaniom po pojedynku zostanie zawieszony, a wynik walki - zmieniony na korzyść przeciwnika
- wszyscy zawodnicy mogą być wyznaczeni do przejścia badania moczu w celu wykrycia obecności zabronionych środków
- oprócz badania przed pojedynkiem, organizator może nakazać przeprowadzenie badania na wykrycie środków dopingujących w próbkach pobranych przed pojedynkiem już po odbyciu się zawodów
- zebranie próbek moczu do testów jest przeprowadzane w obecności pracownika komisji antydopingowej. Odmowa poddania się badaniu skutkuje natychmiastową dyskwalifikacją zawodnika i zawieszeniem w możliwości startów na czas nieokreślony

### Polityka antydopingowa
Zawodnik, u którego wykryto obecność niedozwolonych substancji zostanie ukarany w następujący sposób:
- pierwsze złamanie przepisów – zawieszenie na 90 dni
- drugie złamanie przepisów – zawieszenie na 180 dni
- trzecie złamanie przepisów – zawieszenie na dwa lata

### Odwołania
Menadżer zawodnika ma prawo wnieść pisemny protest dotyczący wyniku walki w ciągu 48 godzin od momentu zakończenia walki po wpłaceniu 1000 Euro kaucji na konto Federacji KSW.
Komisja odwoławcza w składzie:
- sędzia główny
- sędzia ringowy
- jeden z sędziów punktowych

rozpatruje złożony protest, a jego wynik prezentuje w ciągu 48 godzin od daty przyjęcia protestu.
W przypadku negatywnego rozpatrzenia protestu Federacja KSW nie zwraca wpłaconej kaucji.
W przypadku pozytywnego rozpatrzenia protestu Federacja KSW zwraca wpłaconą kaucję.

## Kategorie wagowe[51]

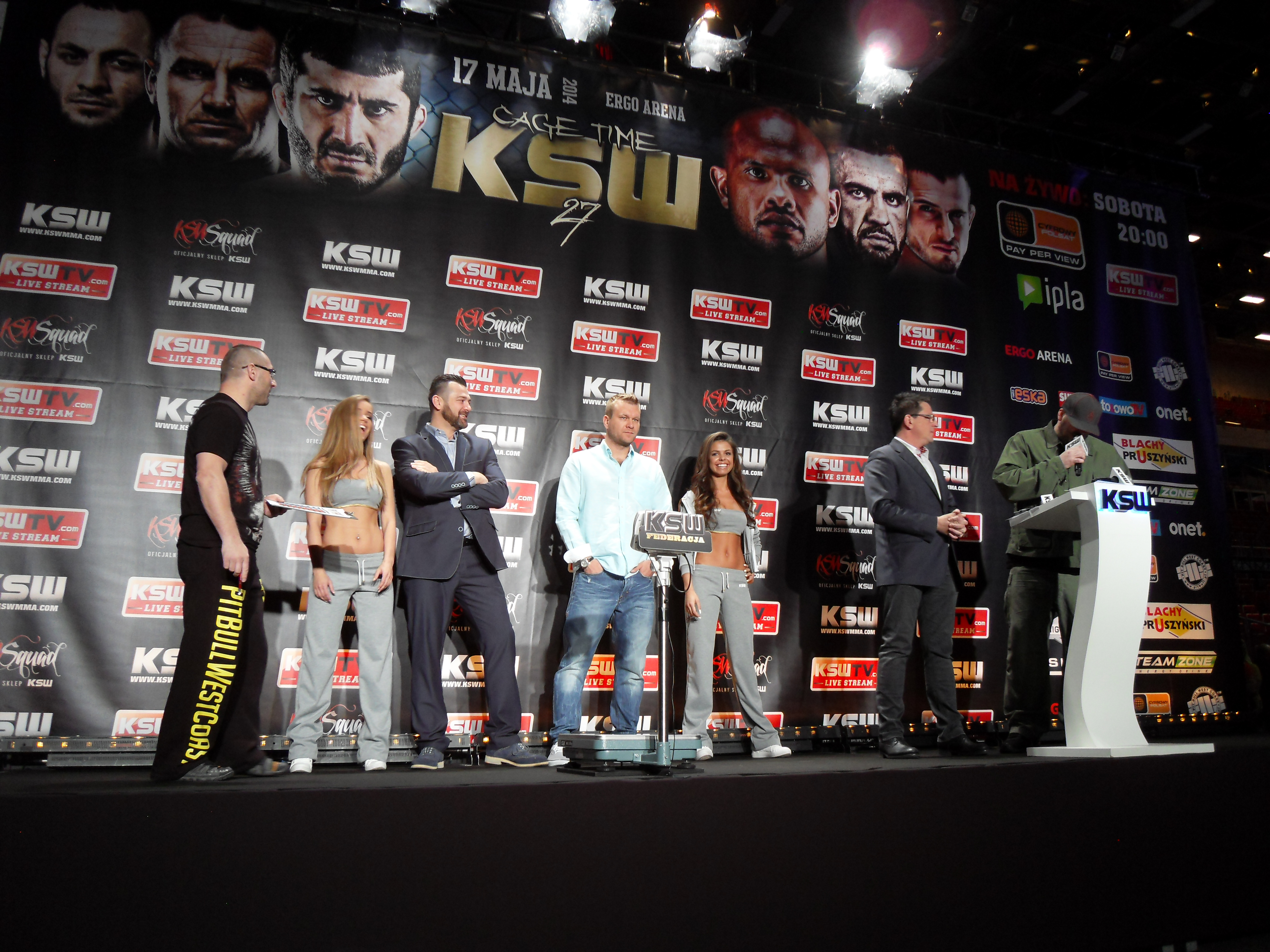
Ważenie przed galą KSW 27, w środku Martin Lewandowski i Maciej Kawulski

Jeśli KSW nie zatwierdzi pojedynku w innej kategorii wagowej, pojedynki MMA oraz walki pokazowe rozgrywane są w następujących kategoriach:
- Słomkowa – 115 funtów (52,2 kg)
- Musza – 125 funtów (56,7 kg)
- Kogucia – 125-135 funtów (61,2 kg)
- Piórkowa – 135-145 funtów (65,8 kg)
- Lekka – 145-155 funtów (70,3 kg)
- Półśrednia – 155-170 funtów (77,1 kg)
- Średnia – 170-185 funtów (83,9 kg)
- Półciężka – 185-205 funtów (93 kg)
- Ciężka – 205-265 funtów (120,2 kg)
- Superciężka – ponad 265 funtów (+120,2 kg)

W pojedynkach, których stawką nie jest tytuł mistrzowski dozwala się jednofuntową tolerancję (1 lbs = 0,5 kg). W pojedynkach mistrzowskich uczestnicy nie mogą przekroczyć dozwolonego zakresu wagi dla danej kategorii wagowej.
KSW może pozwolić na walkę w umówionym limicie (tzw. catchweight) według własnego poglądu i uznania. Na przykład KSW może pozwolić na pojedynek z górnym limitem 177 funtów, jeżeli uważa, że taka rywalizacja będzie dalej sprawiedliwa i bezpieczna.
KSW może też dopuścić na pojedynek dwóch zawodników, z których jeden waży 264 funty, a drugi 267 funtów, jeżeli uzna, że takie starcie jest nadal sprawiedliwe i bezpieczne, pomimo że technicznie zawodnicy są z dwóch różnych kategorii wagowych.

## Międzynarodowe mistrzostwo KSW
Pasy międzynarodowego mistrza KSW są przyznawane od 2009 roku. Pierwszym mistrzem został Mamed Chalidow w wadze półciężkiej (ówcześnie do 95 kg). Trofeum jest przyznawane w drodze pojedynczej walki i ma charakter przechodni (jak w boksie), nie należy go mylić z pasami przyznawanymi za zwycięstwa w poszczególnych turniejach KSW.

### Aktualni mistrzowie
| Kategoria            | Waga                 | Mistrz             | Od                             | Obrony tytułu |
| -------------------- | -------------------- | ------------------ | ------------------------------ | ------------- |
| Ciężka               | do 120,2 kg (265 lb) | Phil De Fries      | 14 kwietnia 2018 (KSW 43)      | 12            |
| Półciężka            | do 93 kg (205 lb)    | Rafał Haratyk      | 24 lutego 2024 (XTB KSW Epic)  | 1             |
| Średnia              | do 83,9 kg (185 lb)  | Paweł Pawlak       | 3 czerwca 2023 (XTB KSW 83)    | 2             |
| Średnia (Tymczasowy) | do 83,9 kg (185 lb)  | Piotr Kuberski     | 8 marca 2025 (XTB KSW 104)     | 1             |
| Półśrednia           | do 77,1 kg (170 lb)  | Adrian Bartosiński | 22 kwietnia 2023 (XTB KSW 81)  | 3             |
| Lekka                | do 70,3 kg (155 lb)  | Salahdine Parnasse | 5 czerwca 2023                 | 3             |
| Piórkowa             | do 65,8 kg (145 lb)  | Salahdine Parnasse | 18 grudnia 2021 (KSW 65)       | 2             |
| Kogucia              | do 61,2 kg (135 lb)  | Sebastian Przybysz | 25 stycznia 2025 (XTB KSW 102) | 1             |
| Musza Kobiet         | do 56,7 kg (125 lb)  | wakat              |                                |               |

#### Waga ciężka (do 120,2 kg)
| Nr    | Mistrz                                             | Od                        | Do                      | Obrony tytułu |
| ----- | -------------------------------------------------- | ------------------------- | ----------------------- | --- |
| 1.    | Karol Bedorf (pokonał Pawła Nastulę)               | 28 września 2013 (KSW 24) | 3 grudnia 2016 (KSW 37) | - pokonał Rollesa Gracie 4 października 2014 (KSW 28) - pokonał Michała Kitę 28 listopada 2015 (KSW 33) - pokonał Jamesa McSweeneya 5 marca 2016 (KSW 34) |
| 2.    | Fernando Rodrigues Jr. (pokonał Karola Bedorfa)    | 3 grudnia 2016 (KSW 37)   | 27 maja 2017 (KSW 39)   | |
| 3.    | Marcin Różalski (pokonał Fernardo Rodriguesa Jr..) | 27 maja 2017 (KSW 39)     | 28 maja 2017            | |
| Wakat | Wakat                                              | 28 maja 2017              | 14 kwietnia 2018        | Różalski zwakował tytuł mistrzowski. |
| 4.    | Phill De Fries (pokonał Michała Andryszaka)        | 14 kwietnia 2018 (KSW 43) | aktualny                | - pokonał Karola Bedorfa 6 października 2018 (KSW 45) - pokonał Tomasza Narkuna 23 marca 2019 (KSW 47) - pokonał Luisa Henrique 14 września 2019 (KSW 50) - pokonał Michała Kitę 19 grudnia 2020 (KSW 57) - pokonał Tomasza Narkuna 24 kwietnia 2021 (KSW 60) - pokonał Darko Stošicia 26 lutego 2022 (KSW 67) - pokonał Ricardo Prasela 10 września 2022 (KSW 74) - pokonał Todda Duffee’go 25 lutego 2023 (KSW 79) - pokonał Szymona Bajora 15 lipca 2023 (KSW 84) - pokonał Augusto Sakaia 7 czerwca 2024 (KSW 95) - pokonał Darko Stošicia 16 listopada 2024 (XTB KSW 100) - pokonał Arkadiusza Wrzoska 14 czerwca 2025 (XTB KSW 107) |

#### Waga półciężka (do 93 kg)
| Nr    | Mistrz                                              | Od                            | Do                         | Obrony tytułu |
| ----- | --------------------------------------------------- | ----------------------------- | -------------------------- | --- |
| 1.    | Mamed Chalidow (pokonał Daniela Acácio)             | 15 maja 2009 (KSW 11)         | 18 marca 2011 (rezygnacja) | - zremisował z Ryutą Sakurai 7 maja 2010 (KSW 13) |
| Wakat | Wakat                                               | 18 marca 2011                 | 19 marca 2011              | Chalidow zmienił kategorię wagową. |
| 2.    | Rameau Thierry Sokoudjou (pokonał Jana Błachowicza) | 19 marca 2011 (KSW 15)        | 26 listopada 2011          | |
| 3.    | Jan Błachowicz (pokonał Rameau Thierry Sokoudjou)   | 26 listopada 2011 (KSW 17)    | 31 stycznia 2014           | - pokonał Houstona Alexandra 15 września 2012 (KSW 20) - pokonał z Gorana Reljicia 16 marca 2013 (KSW 22) |
| Wakat | Wakat                                               | 31 stycznia 2014              | 23 maja 2015               | Błachowicz podpisał kontrakt z UFC. |
| 4.    | Goran Reljić (pokonał Atillę Végha)                 | 23 maja 2015 (KSW 31)         | 31 października 2015       | |
| 5.    | Tomasz Narkun (pokonał Gorana Reljića)              | 31 października 2015 (KSW 32) | 15 stycznia 2022 (KSW 66)  | - pokonał Cassio Barbose de Oliveirę 5 marca 2016 (KSW 34) - pokonał Rameau Thierry Sokoudjou 1 października 2016 (KSW 36) - pokonał Marcina Wójcika 27 maja 2017 (KSW 39) - pokonał Przemysława Mysialę 14 września 2019 (KSW 50) - pokonał Ivana Erslana 14 listopada 2020 (KSW 56) |
| 6.    | Ibragim Czużygajew (pokonał Tomasza Narkuna)        | 15 stycznia 2022 (KSW 66)     | 1 grudnia 2023             | - pokonał Ivana Erslana 17 grudnia 2022 (XTB KSW 77) - pokonał Bohdana Hnidko 19 sierpnia 2023 (XTB KSW 85) |
| Wakat | Wakat                                               | 1 grudnia 2023                | 24 lutego 2024             | Czużygajew poinformował w mediach społecznościowych o nie przedłużeniu umowy z aktualnym pracodawcą. |
| 7.    | Rafał Haratyk (pokonał Damiana Piwowarczyka)        | 24 lutego 2024 (XTB KSW Epic) | aktualny                   | - pokonał Marcina Wójcika 16 listopada 2024 (XTB KSW 100) |

#### Waga średnia (do 83,9 kg)
| Nr            | Mistrz                                         | Od                            | Do                             | Obrony tytułu |
| ------------- | ---------------------------------------------- | ----------------------------- | ------------------------------ | --- |
| 1.            | Krzysztof Kułak (pokonał Vitora Nobrege)       | 7 maja 2010 (KSW 13)          | 26 listopada 2011 (rezygnacja) | |
| Wakat         | Wakat                                          | 26 listopada 2011             | 12 maja 2012                   | Kułak zrzekł się pasa z powodu kontuzji. |
| 2.            | Michał Materla (pokonał Jaya Silvę)            | 12 maja 2012 (KSW 19)         | 28 listopada 2015              | - pokonał Rodneya Wallace’a 1 grudnia 2012 (KSW 21) - pokonał Kendalla Grove’a 8 czerwca 2013 (KSW 23) - pokonał Jaya Silvę 22 marca 2014 (KSW 26) - pokonał Tomasza Drwala 23 maja 2015 (KSW 31) |
| 3.            | Mamed Chalidow (pokonał Michała Materle)       | 28 listopada 2015 (KSW 33)    | 30 lipca 2018 (rezygnacja)     | - pokonał Aziza Karaoglu 27 maja 2016 (KSW 35) |
| Wakat         | Wakat                                          | 30 lipca 2018 (rezygnacja)    | 18 maja 2019                   | Chalidow podczas konferencji przed galą KSW 45 zwakował tytuł. |
| 4.            | Scott Askham (pokonał Michała Materle)         | 18 maja 2019 (KSW 49)         | 10 października 2020 (KSW 55)  | |
| 5.            | Mamed Chalidow (pokonał Scotta Askhama)        | 10 października 2020 (KSW 55) | 18 grudnia 2021 (KSW 65)       | |
| 6.            | Roberto Soldić (pokonał Mameda Chalidowa)      | 18 grudnia 2021 (KSW 65)      | 1 sierpnia 2022                | |
| Wakat         | Wakat                                          | 1 sierpnia 2022               | 3 czerwca 2023                 | Soldić podpisał kontrakt z One Championship. |
| 7.            | Paweł Pawlak (pokonał Tomasza Romanowskiego)   | 3 czerwca 2023 (XTB KSW 83)   | aktualny                       | - pokonał Michała Materle 16 grudnia 2023 (XTB KSW 89) - pokonał Damian Janikowski 20 lipca 2024 (XTB KSW 96)                                                                                     |
| Tymczasowy 1. | Piotr Kuberski (pokonał Tomasza Romanowskiego) | 8 marca 2025 (XTB KSW 104)    | aktualny                       | - pokonał Radosława Paczuskiego 9 sierpnia 2025 (XTB KSW 109) |

#### Waga półśrednia (do 77,1 kg)
| Nr    | Mistrz                                           | Od                            | Do                           | Obrony tytułu |
| ----- | ------------------------------------------------ | ----------------------------- | ---------------------------- | --- |
| 1.    | Asłambiek Saidow (pokonał Borysa Mańkowskiego)   | 1 grudnia 2012 (KSW 21)       | 17 maja 2014 (KSW 27)        | - pokonał Daniela Acacio 7 grudnia 2013 (KSW 25) |
| 2.    | Borys Mańkowski (pokonał Asłambieka Saidowa)     | 17 maja 2014 (KSW 27)         | 23 grudnia 2017 (KSW 41)     | - pokonał Davida Zawadę 6 grudnia 2014 (KSW 29) - pokonał Jesse Taylora 31 października 2015 (KSW 32) - pokonał Johna Maguire’a 3 grudnia 2016 (KSW 37)                   |
| 3.    | Roberto Soldić (pokonał Borysa Mańkowskiego)     | 23 grudnia 2017 (KSW 41)      | 14 kwietnia 2018 (KSW 43)    | |
| 4.    | Dricus du Plessis (pokonał Roberto Soldicia)     | 14 kwietnia 2018 (KSW 43)     | 6 października 2018 (KSW 45) | |
| 5.    | Roberto Soldić (pokonał Dricusa du Plessisa)     | 6 października 2018 (KSW 45)  | 1 sierpnia 2022              | - pokonał Krystiana Kaszubowskiego 18 maja 2019 (KSW 49) - pokonał Patrika Kincla 4 września 2021 (KSW 63)                                                                |
| Wakat | Wakat                                            | 1 sierpnia 2022               | 22 kwietnia 2023             | Soldić podpisał kontrakt z One Championship. |
| 6.    | Adrian Bartosiński (pokonał Artura Szczepaniaka) | 22 kwietnia 2023 (XTB KSW 81) | aktualny                     | - pokonał Salahdina Parnassa 16 grudnia 2023 (XTB KSW 89) - pokonał Igora Michaliszyna 11 maja 2024 (XTB KSW 94) - pokonał Andrzej Grzebyk 26 kwietnia 2025 (XTB KSW 105) |

#### Waga lekka (do 70,3 kg)
| Nr            | Mistrz                                              | Od                          | Do                          | Obrony tytułu |
| ------------- | --------------------------------------------------- | --------------------------- | --------------------------- | --- |
| 1.            | Maciej Jewtuszko (pokonał Artura Sowińskiego)       | 1 grudnia 2012 (KSW 21)     | 2015                        | |
| Wakat         | Wakat                                               | 2015                        | 27 maja 2016 (KSW 35)       | Jewtuszko zmienił kategorie wagową na półśrednią. |
| 2.            | Mateusz Gamrot (pokonał Mansoura Barnaouiego)       | 27 maja 2016 (KSW 35)       | 17 września 2020            | - pokonał Renato Gomesa Gabriela 1 października (KSW 36) - pokonał Normana Parke 27 maja 2017 (KSW 39) - pokonał Grzegorza Szulakowskiego 3 marca 2018 (KSW 42) - pokonał Mariana Ziółkowskiego 29 sierpnia 2020 (KSW 54) |
| Tymczasowy 1. | Norman Parke (pokonał Marcina Wrzoska)              | 14 września 2019 (KSW 50)   | 10 lipca 2020               | Parke w związku z niezrobieniem wagi przed walką na KSW 53, współwłaściciel organizacji Maciej Kawulski odebrał jemu pas mistrzowski. |
| Wakat         | Wakat                                               | 17 września 2020            | 19 grudnia 2020             | Dotychczasowy mistrz Mateusz Gamrot wypełnił kontrakt z organizacją KSW, po czym podpisał kontrakt z federacją UFC. |
| 3.            | Marian Ziółkowski (pokonał Romana Szymańskiego)     | 19 grudnia 2020 (KSW 57)    | 3 czerwca 2023 (XTB KSW 83) | - pokonał Macieja Kazieczkę 24 kwietnia 2021 (KSW 60) - pokonał Borysa Mańkowskiego 15 stycznia 2022 (KSW 66) - pokonał Sebastiana Rajewskiego 18 czerwca 2022 (KSW 71) |
| Wakat         | Wakat                                               | 3 czerwca 2023 (XTB KSW 83) | 5 czerwca 2023              | Na XTB KSW 83 miało dojść do walki Ziółkowskiego z Parnassem, jednak ten pierwszy na rozgrzewce tuż przed konfrontacją doznał kontuzji, która mu uniemożliwiła przystąpienie do kolejnej obrony tytułu. W związku z zaistniałą sytuacją Ziółkowski podjął decyzję o zwakowaniu pasa, ponieważ w czerwcu mija rok od jego ostatniej obrony.                                    |
| Tymczasowy 2. | Salahdine Parnasse (pokonał Sebastiana Rajewskiego) | 12 listopada 2022 (KSW 76)  | 5 czerwca 2023              | |
| 4.            | Salahdine Parnasse                                  | 5 czerwca 2023              | aktualny                    | Po zwakowaniu tytułu mistrzowskiego przez Ziółkowskiego 5 czerwca 2023 KSW mianowało Parnasse’a pełnoprawnym mistrzem, dzięki czemu ten stał się podwójnym mistrzem KSW w dwóch kategoriach wagowych. - pokonał Valeriu Mirceę 6 kwietnia 2024 (XTB KSW 93) - pokonał Wilsona Varelę 20 grudnia 2024 (XTB KSW 101) - pokonał Mariana Ziółkowskiego 10 maja 2025 (XTB KSW 106) |
| Tymczasowy 3. | Valeriu Mircea (pokonał Leo Brichtę)                | 17 lutego 2024 (KSW 91)     | 6 kwietnia 2024             | |

#### Waga piórkowa (do 65,8 kg)
| Nr            | Mistrz                                           | Od                         | Do                            | Obrony tytułu |
| ------------- | ------------------------------------------------ | -------------------------- | ----------------------------- | --- |
| 1.            | Artur Sowiński (pokonał Klebera Koike Erbsta)    | 28 listopada 2015 (KSW 33) | 3 grudnia 2016 (KSW 37)       | - pokonał Fabiano Silvę 5 marca 2016 (KSW 34) |
| 2.            | Marcin Wrzosek (pokonał Artura Sowińskiego)      | 3 grudnia 2016 (KSW 37)    | 27 maja 2017 (KSW 39)         | |
| 3.            | Kleber Koike Erbst (pokonał Marcina Wrzoska)     | 27 maja 2017 (KSW 39)      | 22 grudnia 2017               | |
| Wakat         | Wakat                                            | 22 grudnia 2017            | 1 grudnia 2018                | W związku z niezrobieniem wagi przez Erbsta federacja KSW podjęła decyzję o odebraniu jemu tytułu mistrzowskiego, a pas mistrzowski mógł zdobyć tylko Sowiński.                                                                       |
| 4.            | Mateusz Gamrot (pokonał Klebera Koike Erbsta)    | 1 grudnia 2018 (KSW 46)    | 17 września 2020              | |
| Tymczasowy 1. | Salahdine Parnasse (pokonał Romana Szymańskiego) | 27 kwietnia 2019 (KSW 48)  | 17 września 2020              | - pokonał Ivana Buchingera 7 grudnia 2019 (KSW 52) |
| 5.            | Salahdine Parnasse                               | 17 września 2020           | 30 stycznia 2021 (KSW 58)     | Gamrot po podpisaniu kontraktu z UFC zrezygnował z tytułu, w związku z tym Parnasse stał się pełnoprawnym mistrzem. |
| 6.            | Daniel Torres (pokonał Salahdine'a Parnasse'a)   | 30 stycznia 2021 (KSW 58)  | 17 grudnia 2021               | |
| Wakat         | Wakat                                            | 17 grudnia 2021            | 18 grudnia 2021               | Torres podczas ważenia przed galą przekroczył limit kategorii piórkowej, w związku z czym pas mistrzowski został jemu odebrany oraz mógł go zdobyć tylko Parnasse.                                                                    |
| 7.            | Salahdine Parnasse (pokonał Daniela Torresa)     | 18 grudnia 2021 (KSW 65)   | aktualny                      | - pokonał Daniela Rutkowskiego 19 marca 2022 (KSW 68) - pokonał Roberta Ruchałę 19 sierpnia 2023 (XTB KSW 85) |
| Tymczasowy 2. | Robert Ruchała (pokonał Lom-Alego Eskijewa)      | 17 marca 2023 (KSW 80)     | 19 sierpnia 2023 (XTB KSW 85) | Walka Parnasse’a z Ruchałą była tzw. unifikacją pasów mistrzowskich. W związku z przegraną Ruchały ten stracił tymczasowy tytuł, który został zażegnany ze statusu mistrzowskiego, zaś Parnasse obronił i zachował tytuł pełnoprawny. |
| Tymczasowy 3. | Robert Ruchała (pokonał Patryka Kaczmarczyka)    | 11 maja 2024 (XTB KSW 94)  | marzec 2025                   | - pokonał Kacpra Formelę 16 listopada 2024 (XTB KSW 100) |
| Wakat         | Wakat                                            |                            |                               | 20 marca 2025 Ruchała poinformował o zakończeniu współpracy z KSW |

#### Waga kogucia (do 61,2 kg)
| Nr    | Mistrz                                       | Od                             | Do                           | Obrony tytułu |
| ----- | -------------------------------------------- | ------------------------------ | ---------------------------- | --- |
| 1.    | Antun Račić (pokonał Damiana Stasiaka)       | 9 listopada 2019 (KSW 51)      | 20 marca 2021 (KSW 59)       | - pokonał Bruno Augusto Dos Santosa 19 grudnia 2020 (KSW 57) |
| 2.    | Sebastian Przybysz (pokonał Antuna Račicia)  | 20 marca 2021 (KSW 59)         | 17 grudnia 2022 (XTB KSW 77) | - pokonał Bruno Augusto Dos Santosa 23 października 2021 (KSW 64) - pokonał Werllesona Martinsa 23 kwietnia 2022 (KSW 69)                                                |
| 3.    | Jakub Wikłacz (pokonał Sebastiana Przybysza) | 17 grudnia 2022 (XTB KSW 77)   | 16 grudnia 2024              | - zremisował z Sebastianem Przybyszem 16 września 2023 (KSW 86) - pokonał Zuriko Jojuę 16 marca 2024 (XTB KSW 92) - pokonał Sebastiana Przybysza 7 czerwca 2024 (KSW 95) |
| Wakat | Wakat                                        | 16 grudnia 2024                | 25 stycznia 2025             | 16 grudnia 2024 organizacja KSW poinformowała o zakończeniu współpracy z Wikłaczem oraz rozwiązaniem kontraktu z nim za porozumieniem stron.                             |
| 4.    | Sebastian Przybysz (pokonał Bruno Azevedo)   | 25 stycznia 2025 (XTB KSW 102) | aktualny                     | - pokonał Marcello Morelliego 14 czerwca 2025 (XTB KSW 107) |

#### Waga musza kobiet (do 56,7 kg)
| Nr | Mistrz                                   | Od                    | Do               | Obrony tytułu                                                                                                  |
| -- | ---------------------------------------- | --------------------- | ---------------- | --- |
| 1. | Ariane da Silva (pokonała Dianę Belbițę) | 27 maja 2017 (KSW 39) | 23 września 2018 | - pokonała Marianę Morais 22 października 2017 (KSW 40) - pokonała Silvianę Gomez Juarez 3 marca 2018 (KSW 42) |
|    | Wakat                                    | 23 września 2018      |                  | Kontrakt Lipski z KSW nie został przedłużony.                                                                  |

#### Waga słomkowa kobiet (do 52,2 kg)
| Nr    | Mistrz                                           | Od                      | Do               | Obrony tytułu                                  |
| ----- | ------------------------------------------------ | ----------------------- | ---------------- | ---------------------------------------------- |
| 1.    | Karolina Kowalkiewicz (pokonała Martę Chojnoską) | 8 czerwca 2013 (KSW 23) | 21 września 2015 | - pokonała Jasminke Cive 17 maja 2014 (KSW 27) |
| Wakat | Wakat                                            | 21 września 2015        |                  | Kowalkiewicz podpisała kontrakt z UFC.         |

## Ranking KSW
- Stan aktualny na dzień – 17 sierpnia 2025[72].

| Nr | Waga ciężka do 120,2 kg (265 lb) | Nr | Waga półciężka do 93 kg (205 lb)  | Nr | Waga średnia do 83,9 kg (185 lb) | Nr | Waga półśrednia do 77,1 kg (170 lb)                                       |
| -- | -------------------------------- | -- | --------------------------------- | -- | -------------------------------- | -- | ------------------------------------------------------------------------- |
| C  | Phil De Fries                    | C  | Rafał Haratyk                     | C  | Paweł Pawlak                     | C  | Adrian Bartosiński                                                        |
| 1  | Darko Stošić                     | 1  | Marcin Wójcik                     | IC | Piotr Kuberski                   | 1  | Andrzej Grzebyk                                                           |
| 2  | Štefan Vojčák                    | 2  | Ibragim Czużygajew                | 2  | Mamed Chalidow                   | 2  | Artur Szczepaniak                                                         |
| 3  | Arkadiusz Wrzosek                | 3  | Damian Piwowarczyk                | 3  | Laïd Zerhouni +1                 | 3  | Muslim Tulszajew                                                          |
| 4  | Augusto Sakai                    | 4  | Bartosz Leśko                     | 4  | Michał Michalski +1              | 4  | Tymoteusz Łopaczyk                                                        |
| 5  | Michal Martínek                  | 5  | Sergiusz Zając                    | 5  | Radosław Paczuski -2             | 5  | Igor Michaliszyn                                                          |
| 6  | Matheus Scheffel                 | 6  | Maciej Różański                   | 6  | Damian Janikowski                | 6  | Kacper Koziorzębski                                                       |
| 7  | Szymon Bajor                     | 7  | Bartosz Szewczyk                  | 7  | Tomasz Romanowski                | 7  | Madars Fleminas                                                           |
| 8  | Marek Samociuk +2                | 8  | Cedric Lushima                    | 8  | Albert Odzimkowski +1            | 8  | Adam Niedźwiedź                                                           |
| 9  | Viktor Pešta -1                  | 9  | Rafał Kijańczuk                   | 9  | Andi Vrtačić +1                  | 9  | Daniel Skibiński NR                                                       |
| 10 | Ricardo Prasel -1                | 10 | Michał Dreczkowski                | 10 | Alain Van De Merckt NR           | 10 | Krystian Kaszubowski -1                                                   |
| Nr | Waga lekka do 70,3 kg (155 lb)   | Nr | Waga piórkowa do 65,8 kg (145 lb) | Nr | Waga kogucia do 61,2 kg (135 lb) | Nr | Kobiety: Waga słomkowa do 52,2 kg (115 lb) oraz musza do 56,7 kg (125 lb) |
| C  | Salahdine Parnasse               | C  | Salahdine Parnasse                | C  | Sebastian Przybysz               | C  | —                                                                         |
| 1  | Valeriu Mircea                   | 1  | Patryk Kaczmarczyk                | 1  | Bruno Azevedo                    | 1  | —                                                                         |
| 2  | Wilson Varela                    | 2  | Adam Soldajew                     | 2  | Zuriko Jojua                     | 2  | —                                                                         |
| 3  | Marcin Held                      | 3  | Leo Brichta                       | 3  | Ołeksij Poliszczuk               | 3  | —                                                                         |
| 4  | Marian Ziółkowski                | 4  | Alioune Nahaye                    | 4  | Marcello Morelli                 | 4  | —                                                                         |
| 5  | Roman Szymański                  | 5  | Ahmed Vila                        | 5  | Werlleson Martins                | 5  | —                                                                         |
| 6  | Welisson Paiva                   | 6  | Piotr Kacprzak                    | 6  | Kamil Szkaradek                  | 6  | —                                                                         |
| 7  | Mateusz Makarowski               | 7  | Daniel Tărchilă                   | 7  | Patryk Surdyn                    | 7  | —                                                                         |
| 8  | Aymard Guih                      | 8  | Michał Domin                      | 8  | Mariusz Joniak                   | 8  | —                                                                         |
| 9  | Kacper Formela                   | 9  | Łukasz Charzewski                 | 9  | Alfan Rocher-Labes               | 9  | —                                                                         |
| 10 | Dawid Śmiełowski                 | 10 | Josef Štummer NR                  | 10 | Tobiasz Le                       | 10 | —                                                                         |

Legenda:
| Symbol | Oznaczenie                                   |
| ------ | -------------------------------------------- |
| C      | Mistrz w danej kategorii wagowej.            |
| IC     | Tymczasowy mistrz w danej kategorii wagowej. |
| +      | Wzrost w rankingu o (ilość miejsc, np. +2).  |
| -      | Spadek w rankingu o (ilość miejsc, np. -1).  |
| NR     | Nowy/debiutujący zawodnik w rankingu.        |

## Projekty KSW

### Amatorski Puchar KSW
Od 2011 roku organizowany jest Amatorski Puchar KSW – zawody amatorskie mające na celu m.in. wykreowanie utalentowanych zawodników którzy dopiero zaczynają swoje starty w MMA. Zwycięzcy zawodów mają szanse również na podpisanie zawodowego kontraktu z organizacją, taką szanse otrzymali m.in. Anzor Ażyjew czy Jakub Kowalewicz. Do tej pory odbyło się pięć edycji Amatorskiego Pucharu KSW.

### Młodzi Mistrzowie
Projekt społeczny KSW i Academii Gorila, oferujący program darmowych treningów dla młodzieży i dzieci z trudnych środowisk. W 2018 roku wystartował na terenie Warszawy. Inicjatorzy projektu zapewniają miejsce w klubach, opracowanie planów treningowych, opiekę trenerską oraz koordynację całości organizacji, natomiast za nabór uczestników odpowiedzialny był Alternatywny Klub Sportowy „Zły”

## Media

### Film „Underdog”
Underdog – historia inspirowana prawdziwymi wydarzeniami. Na ich podstawie powstał scenariusz autorstwa Mariusza Kuczewskiego. Borys „Kosa” Kosiński (Eryk Lubos) to zawodnik MMA, który jest u szczytu formy. W najważniejszej walce ze swoim największym rywalem Denim Takaevem (Mamed Chalidow) popełnia błąd, który przekreśla jego karierę. Traci wszystko. W fabule oprócz Eryka Lubosa i Mameda Chalidowa pojawia się gwiazdorska obsada: Aleksandra Popławska, Tomasz Włosok, Janusz Chabior, Jarosław Boberek, Emma Giegżno, Mariusz Drężek. Dla Mameda Chalidowa, międzynarodowego mistrza KSW w wadze półciężkiej z 2009 oraz w wadze średniej z 2015, występ w filmie to debiut aktorski. Reżyserem filmu jest współwłaściciel federacji KSW Maciej Kawulski.

### Serial „Tytani KSW”
Dokument o walkach mistrzów KSW. Pokazuje miesiące przygotowań zawodników przed walką m.in. zabójcze treningi, wyrzeczenia, wzloty i upadki. Do tej pory na platformie Viaplay ukazały się 3 odcinki serialu.

### Program „Bez Gardy”
Magazyn sportowy poświęcony organizacji KSW. Format nadawany jest w serwisie Canal+.

## Brandy

### KSW TV
Pierwszą galą, która była transmitowana wyłącznie w systemie pay-per-view była gala KSW 20: Symfonia walki[3].

### KSW Gym
Sieć siłowni funkcjonujących na licencji KSW.

### KSW Shop[80]
Oficjalny sklep internetowy z asortymentem sygnowanym marką KSW.

## Skład
| Funkcja                      | Aktualni członkowie | Dawni członkowie    |
| ---------------------------- | ------------------- | ------------------- |
| Właściciele                  | Maciej Kawulski     | –                   |
| Właściciele                  | Martin Lewandowski  | –                   |
| Dyrektor sportowy            | Wojsław Rysiewski   | –                   |
| Ring announcerzy             | Waldemar Kasta      | Paweł Wójcik        |
| Ring announcerzy             | Mateusz Borek       | Paweł Wójcik        |
| Komentatorzy polscy          | Albert Odzimkowski  | Michał Garnys       |
| Komentatorzy polscy          | Albert Odzimkowski  | Tomasz Marciniak    |
| Komentatorzy polscy          | Dominik Durniat     | Łukasz Jurkowski    |
| Komentatorzy polscy          | Dominik Durniat     | Andrzej Janisz      |
| Komentatorzy polscy          | Marian Ziółkowski   | Tomasz Sarara       |
| Komentatorzy polscy          | Marian Ziółkowski   | Maciej Turski       |
| Komentatorzy angielscy       | Will Vanders        | Krzysztof Soszyński |
| Komentatorzy angielscy       | Chris Hoekstra      | Krzysztof Soszyński |
| Prowadzący studio            | Mateusz Borek       | Dominik Durniat     |
| Prowadzący studio            | Mateusz Borek       | Jerzy Mielewski     |
| Prowadzący studio            | Mateusz Borek       | Paweł Wójcik        |
| Prowadzący studio            | Mateusz Borek       | Justyna Kostyra     |
| Wywiady po walkach           | Mateusz Borek       | –                   |
| Wywiady po walkach           | Dominik Durniat     | –                   |
| Prowadzący ceremonie ważenia | Waldemar Kasta      | Łukasz Jurkowski    |
| Prowadzący ceremonie ważenia | Dominik Durniat     | Filip Sadowski      |
| Prowadzący ceremonie ważenia | Dominik Durniat     | Maciej Linke        |
| Prowadzący ceremonie ważenia | Paulina Klimek      | –                   |

## Kontrowersje
- Podczas KSW 14 Fin Niko Puhakka na lewej piersi prezentował tatuaż neonazistowskiej organizacji – Blood & Honour, stanowiący element symboliki neonazistowskiej[81] co spotkało się z protestami[82] Na gali KSW 15 na której Niko Puhakka stoczył walkę finałową turnieju wagi lekkiej na żądanie organizatorów, Puhakka musiał już walczyć w zakrywającym ciało specjalnym kostiumie (tzw. rashguard)[83]. Na początku stycznia 2012 roku ogłoszono, że zawodnik wystąpi na lutowej gali KSW 18, w walce o pas międzynarodowego mistrza KSW w kategorii lekkiej. Kilka dni później właściciele KSW podali jednak do wiadomości, że zrezygnowali z usług Fina, tłumacząc to negatywnym odbiorem Puhakki przez opinię publiczną w Polsce[84].
- Walka Mariusza Pudzianowskiego z Jamesem Thompsonem na KSW 17 została dwa dni później uznana za nieodbytą. W wyniku pomyłki jednego z sędziów punktowych, który na przekazanej sędziemu głównemu karcie wpisał nazwisko Pudzianowskiego jako zwycięzcy, zamiast Thompsona, doszło do błędnego ogłoszenia wygranej Polaka oraz do niesportowego zachowania ze strony Jamesa Thompsona (użycie wulgaryzmów w stronę widzów i władz KSW)[85].
- Obserwatorzy gali KSW (specjalista ds. Środkowego Wschodu Wojciech Szewko oraz dziennikarz śledzczy Witold Gadowski) zwrócili uwagę, że zawodnik Aziz Karaoglu wyszedł do swojej walki przy dźwiękach wybranego przez siebie utworu muzycznego, którym był „Nasheed Naam Qatil”, będący nieformalnym hymnem Al-Ka’idy i w swojej wymowie nawołująca do zabijania niewiernych z punktu widzenia wyznawców islamu[86][87]. Po gali Karaoglu wyparł się wyboru tej pieśni i obciążył federację KSW winą za dobranie tego utworu, mimo że jak zauważył Tomasz Nowosielski, Turek wychodził do walki przy dźwiękach tego samego utworu podczas gali KSW 31, gdy jego przeciwnikiem był Jay Silva[88]. W tej sprawie federacja KSW wydała specjalne oświadczenie[89].

## Zawodnicy walczący dla organizacji

### Polacy
- Tomasz Adamek
- Michał Andryszak
- Anzor Ażyjew
- Piotr Bagiński
- Szymon Bajor
- Adrian Bartosiński
- Karol Bedorf
- Anita Bekus
- Krystian Bielski
- Jan Błachowicz
- Adam Brysz
- Karol Celiński
- Mamed Chalidow
- Łukasz Charzewski
- Łukasz Chlewicki
- Antoni Chmielewski
- Wiktoria Czyżewska
- Tomasz Drwal
- Bartosz Fabiński
- Michał Fijałka
- Mateusz Gamrot
- Bartłomiej Gładkowicz
- Krzysztof Głowacki
- Maciej Górski
- Damian Grabowski
- Andrzej Grzebyk
- Laura Grzyb
- Justyna Haba
- Rafał Haratyk
- Marcin Held
- Rafał Jackiewicz
- Tomasz Jakubiec
- Grzegorz Jakubowski
- Damian Janikowski
- Wojciech Janusz
- Maciej Jewtuszko
- Robert Jocz
- Mariusz Joniak
- Łukasz Jurkowski
- Piotr Kacprzak
- Patryk Kaczmarczyk
- Maciej Kazieczko
- Wojciech Kazieczko
- Krystian Kaszubowski
- Cezary Kęsik
- Rafał Kijańczuk
- Michał Kita
- Karolina Kowalkiewicz
- Kacper Koziorzębski
- Piotr Kuberski
- Jędrzej Kubski
- Krzysztof Kułak
- Szymon Kołecki
- Tyberiusz Kowalczyk
- Jakub Kowalewicz
- Marcin Krakowiak
- Leszek Krakowski
- Adrianna Kreft
- Michał Królik
- Mateusz Legierski
- Bartosz Leśko
- Katarzyna Lubońska
- Marcin Łazarz
- Jędrzej Maćkowiak
- Borys Mańkowski
- Michał Materla
- Igor Michaliszyn
- Paweł Mikołajuw
- Rafał Moks
- Przemysław Mysiala
- Michał Michalski
- Marcin Najman
- Tomasz Narkun
- Marcin Naruszczka
- Paweł Nastula
- Adam Niedźwiedź
- Albert Odzimkowski
- Daniel Omielańczuk
- Wojciech Orłowski
- Tomasz Oświeciński
- Karolina Owczarz
- Łukasz Parobiec
- Paweł Pawlak
- Michał Pietrzak
- Mateusz Piskorz
- Damian Piwowarczyk
- Paweł Polityło
- Kamila Porczyk
- Sebastian Przybysz
- Mariusz Pudzianowski
- Łukasz Rajewski
- Sebastian Rajewski
- Robert Ruchała
- Daniel Rutkowski
- Aleksandra Rola
- Sebastian Romanowski
- Tomasz Romanowski
- Marcin Różalski
- Asłambiek Saidow
- Przemysław Saleta
- Marek Samociuk
- Asłambiek Saidow
- Tomasz Sarara
- Daniel Skibiński
- Adam Soldajew
- Artur Sowiński
- Damian Stasiak
- Filip Stawowy
- Piotr Strus
- Patryk Surdyn
- Gracjan Szadziński
- Artur Szczepaniak
- Oskar Szczepaniak
- Kamil Szkaradek
- Artur Szpilka
- Akop Szostak
- Grzegorz Szulakowski
- Roman Szymański
- Kamil Szymuszowski
- Dawid Śmiełowski
- Izuagbe Ugonoh
- Piotr Wawrzyniak
- Jakub Wikłacz
- Michał Włodarek
- Filip Wolański
- Marcin Wójcik
- Karolina Wójcik
- Ewelina Woźniak
- Jacek Wiśniewski
- Arkadiusz Wrzosek
- Marcin Wrzosek
- Wiktor Zalewski
- Mateusz Zawadzki
- Adrian Zieliński
- Marian Ziółkowski
- Marcin Zontek

### Obcokrajowcy
- Jay Silva
- Francisco Barrio
- Silvana Gomez Juarez
- Armen Stepanjan
- Peter Graham
- Paweł Słowiński
- Ahmed Abdulkadirow
- Daniel Torres
- Jasminka Cive
- Alain Van De Merckt
- Cedric Lushima
- Donovan Desmae
- Erko Jun
- Ahmed Vila
- Daniel Acacio
- Bruno Azevedo
- Rodrigo Cavalheiro
- Maiquel Falcão
- Kalindra Faria
- Renato Gomes Gabriel
- Rolles Gracie
- Luis Henrique
- Oton Jasse
- Denilson Neves
- Julio Cesar Neves Jr.
- Daniel Torres
- Paulo Thiago
- Ariane Lipski
- Werlleson Martins
- Mario Miranda
- Vitor Nobrega
- Welisson Paiva
- Rousimar Palhares
- Wagner Prado
- Ricardo Prasel
- Fernando Rodrigues Jr.
- José Marcos Lima Santiago Jr.
- Henrique da Silva
- Bruno Augusto dos Santos
- Augusto Sakai
- Matheus Scheffel
- Kleber Raimundo Silva
- Maria Silva
- Thiago Silva
- Reginaldo Vieira
- Swietłozar Sawow
- Jiwko Stoimenow
- Ante Delija
- Ivan Erslan
- Filip Pejić
- Igor Pokrajac
- Antun Račić
- Goran Reljić
- Sara Luzar-Smajić
- Roberto Soldić
- Andi Vrtačić
- Leo Brichta
- Miroslav Brož
- Petra Částková
- Dominik Humburger
- David Hošek
- Matúš Juráček
- Patrik Kincl
- Steven Krt
- David Martinik
- Michal Martínek
- Viktor Pešta
- Magdaléna Šormová
- Josef Štummer
- Rameau Thierry Sokoudjou
- Gilber Ordoñez
- Scott Askham
- Tom Breese
- Phil De Fries
- Jefferson George
- Eddie Hall
- John Maguire
- James McSweeney
- Jason Radcliffe
- James Thompson
- Oli Thompson
- Jim Wallhead
- Curt Warburton
- James Zikic
- Andre Winner
- Rogent Lloret
- Lionel Padilla
- Darwin Rodriguez
- Daniel Tabera
- Niko Puhakka
- Toni Valtonen
- Amin Ayoub
- Prince Aounallah
- Mansour Barnaoui
- Francis Carmont
- Romain Debienne
- Hugo Deux
- Ramzan Dżembiew
- Davy Gallon
- Aymard Guih
- Flore Hani
- Joël Kouadja
- Yann Kouadja
- Mickael Lebout
- Alex Lohoré
- Christian M’Pumbu
- Alioune Nahaye
- El Hadji Ndiaye
- Boubacar Niakaté
- Salahdine Parnasse
- Alfan Rocher-Labes
- Oumar Sy
- Amaury Wako-Zabo
- Wilson Varela
- Laïd Zerhouni
- Abu Azaitar
- Szamil Banukajew
- Max Coga
- Islam Djabrailov
- Marc Doussis
- Konrad Dyrschka
- Christian Eckerlin
- Lom-Ali Eskijew
- Sheilla Gaff
- Pascal Hintzen
- Joliton Santos-Lutterbach
- Abusupijan Magomiedow
- Hatef Moeil
- Peter Sobotta
- Muslim Tulszajew
- David Zawada
- Martin Zawada
- Henry Fadipe
- Sofia Bagiszwili
- Raul Tutarauli
- Zuriko Jojua
- Henry Fadipe
- Chris Fields
- Paul Lawrence
- Carl McNally
- Tommy Quinn
- Paul Redmond
- Kleber Koike Erbst
- Satoshi Ishii
- Yusuke Kawaguchi
- Ryuta Sakurai
- Robert Burneika
- Sergej Grečicho
- Mindaugas Veržbickas
- Marius Žaromskis
- Yann Liasse
- Madars Fleminas
- Konstantīns Gluhovs
- Oļegs Jemeļjanovs
- Nicolae Bivol
- Valeriu Mircea
- Ion Surdu
- Daniel Tărchilă
- Vaso Bakočević
- Savo Lazić
- Dave Dalgliesh
- Gino Van Steenis
- Brian Hooi
- Melvin Manhoef
- Valentijn Overeem
- Jason Wilnis
- Errol Zimmerman
- Norman Parke
- Mohsen Bahari
- Emil Weber Meek
- Gustavo Oliveira
- Dricus du Plessis
- Szamil Musajew
- Aleksiej Olejnik
- Marif Pirajew
- Diana Belbiță
- Mădălin Pîrvulescu
- Bogdan Stoica
- Serigne Ousmane Dia
- Aleksandar Ilić
- Darko Stošić
- Miljan Zdravković
- Miha Frlic
- Monika Kučinič
- Vojto Barborík
- Ivan Buchinger
- Attila Végh
- Stefan Vojčák
- Idrys Amiżajew
- Kenji Bortoluzzi
- Michael Dubois
- Yasubey Enomoto
- Niklas Bäckström
- Andreas Gustafsson
- Alexander Gustafsson
- Sahil Siraj
- Ibragim Czużygajew
- Aziz Karaoglu
- Eduard Demenko
- Bohdan Hnidko
- Andrij Leżniew
- Ołeksij Poliszczuk
- Serhij Radczenko
- Marcello Morelli
- Isai Ramos
- Houston Alexander
- Shonie Carter
- Josh Barnett
- Brett Cooper
- Todd Duffee
- Eric Esch
- Kendall Grove
- Mike Hayes
- Matt Horwich
- Matt Lindland
- Sean McCorkle
- David Olivia
- Bob Sapp
- Jesse Taylor
- Virgil Zwicker